# Thuật phù thuỷ

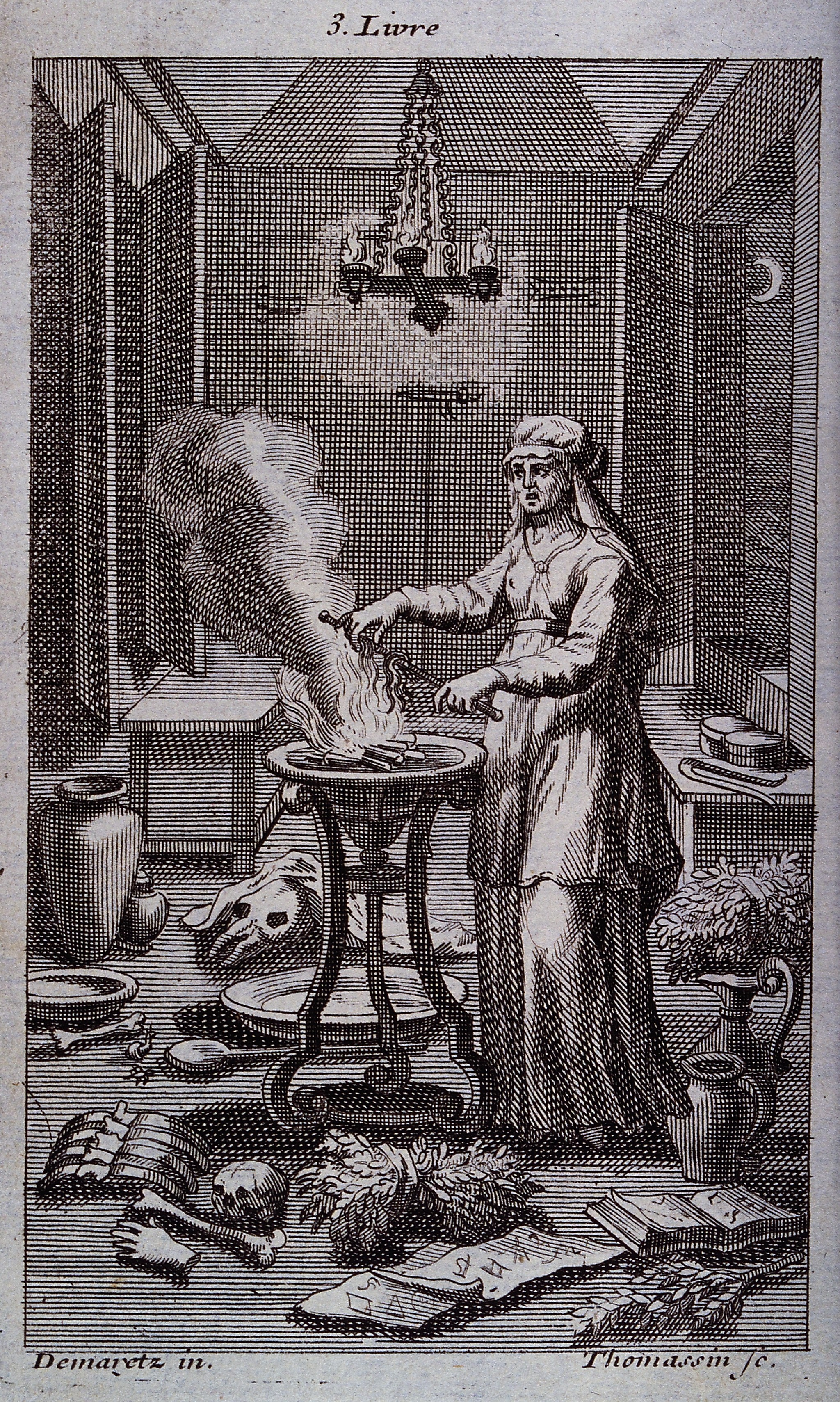
Một người phụ nữ sử dụng vu thuật.

Thuật phù thủy (tiếng Anh: witchcraft), còn gọi là vu thuật (chữ Hán: 巫術) là việc thực hành và niềm tin vào, kỹ năng phép thuật và khả năng có thể được thực hiện một cá nhân hoặc nhóm tập thể. Những người thực hiện thuật phù thủy được gọi là phù thủy (vu bà) đối với phụ nữ và vu sư đối với đàn ông.
Thuật phù thủy là một khái niệm phức tạp mà các văn hóa và xã hội khác nhau; do đó, rất khó để xác định với độ chính xác và giả định xuyên văn hóa về ý nghĩa hoặc ý nghĩa của thuật ngữ nên được áp dụng một cách thận trọng. Thuật phù thủy thường chiếm một vai trò trong tôn giáo, bói toán hoặc y dược, và thường xuất hiện trong các xã hội và các nhóm có khuôn khổ văn hóa bao gồm một thế giới huyền diệu. Mặc dù thuật phù thủy có thể thường xuyên chia sẻ chung các khái niệm liên quan như ma thuật, những điều huyền bí, mê tín dị đoan, gọi hồn, ma nhập, Saman giáo, chữa bệnh, tâm linh, tôn thờ thiên nhiên và huyền bí, nó thường được coi là khác biệt so với những khi kiểm tra bởi các nhà xã hội học và nhân chủng học.

## Thuật phù thủy trong thời xưa

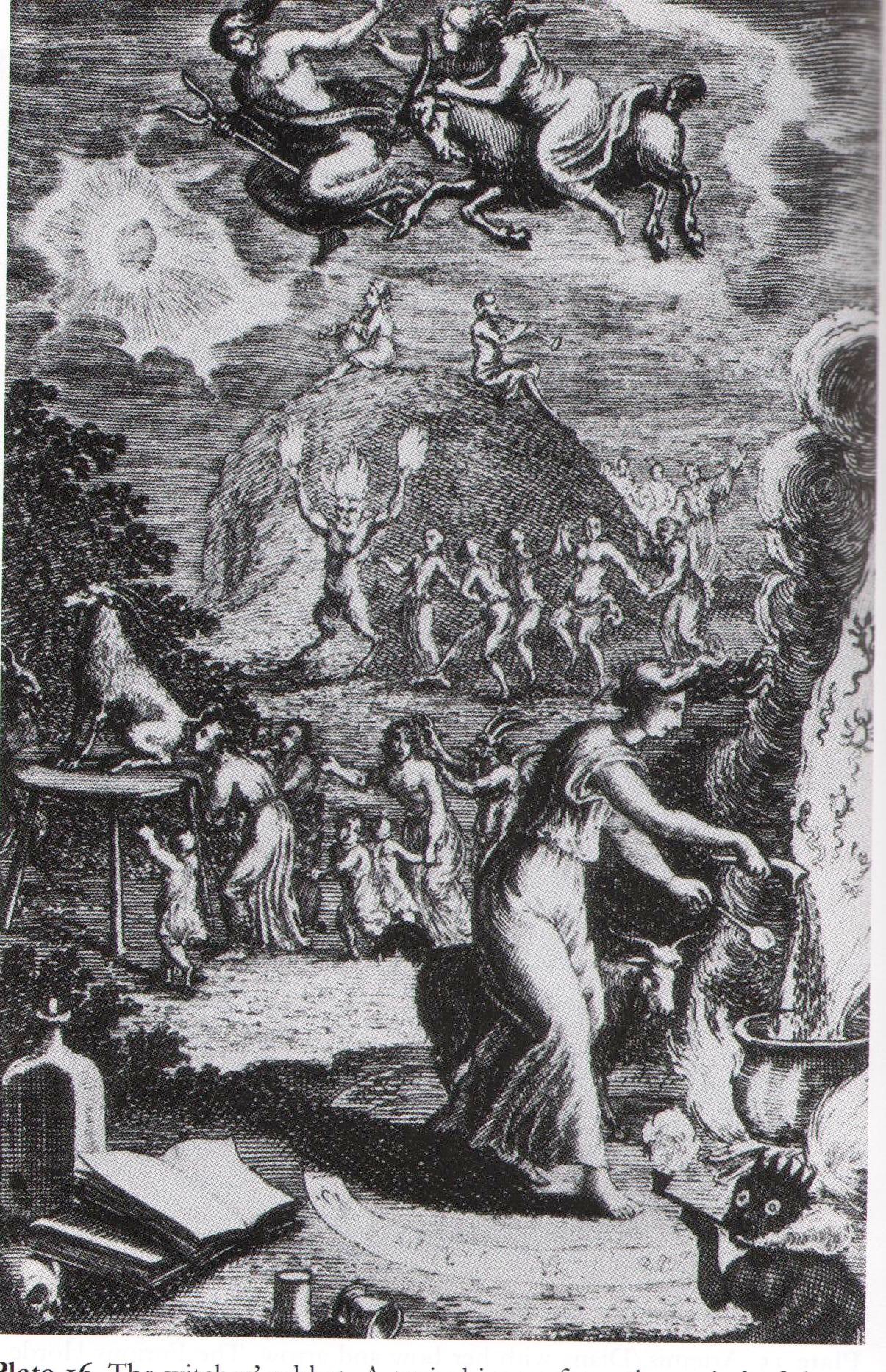
Các phù thủy thực hiện và nhảy múa điên cuồng trong nghi lễ.

Người ta cho rằng buổi bình minh của văn minh nhân loại tràn ngập ma thuật của các phù thủy, lễ hội phù thủy, các lễ hiến tế, và các nghi thức cầu xin trời đất. Đó là thời kỳ hoàng kim của các phù thủy.
Thời xưa, xã hội và tôn giáo dùng án tử hình đề cấm hoạt động phù thủy. Thánh kinh Cựu ước có câu Không được để thầy phù thủy sống sót. Về sau giáo hội Kitô giáo cũng phản đối sử dụng thuật phù thủy.
Năm 1484, giáo hoàng ra thánh dụ tuyên bố chính thức là thuật phù thủy đi ngược lại tôn chỉ của đạo Ki tô.

## Thuật phù thủy thời nay
Thời gian từ 1647 - 1663, ở bang Massachusetts và bang Connecticut có hàng trăm người bị kết tội vì hành nghề phù thủy, trong đó 14 người bị treo cổ. Khi luật Phù thủy được bãi bỏ vào giữa thế kỷ 20, các vấn đề về thuật phù thủy đã được "hồi sinh" trên diện rộng và phù thủy không còn bị kỳ thị, xua đuổi như trước.

## Quyền năng phù thủy
Trong lịch sử, thuật phù thủy có liên quan đến ma thuật và được người ta tin rằng có thể ảnh hưởng đến tâm trí, cơ thể, hoặc tài sản của người khác chống lại ý muốn của họ hoặc thực hành mà người sử dụng sẽ phá hoại trật tự xã hội hay tôn giáo. Một số nhà bình luận hiện đại, tin rằng bản chất xấu xa của thuật phù thủy là do bắt nguồn từ thiên chúa giáo. Khái niệm về một người dùng vu thuật có thể ảnh hưởng đến cơ thể hoặc tài sản của người khác trái với ý muốn của họ rõ ràng là hiện diện trong nhiều nền văn hóa, là truyền thống trong cả hai phép thuật dân gian và ma thuật tôn giáo có mục đích chống lại vu thuật độc hại hoặc xác định người sử dụng ma thuật độc hại. Nhiều ví dụ xuất hiện trong các văn bản cổ đại, chẳng hạn như từ Ai Cập và Babylon. Người sử dụng ma thuật xấu xa có thể trở thành một nguyên nhân đáng tin cậy đối với bệnh, bệnh ở động vật, xui xẻo, cái chết đột ngột, bất lực và bất hạnh khác. Thuật phù thủy của một loại lành tính hơn và được xã hội chấp nhận thì có thể được sử dụng để đẩy cái ác sang một bên, hoặc xác định người hành động xấu xa để trừng phạt có thể được thực hiện. Ma thuật dân gian được sử dụng để xác định hoặc bảo vệ chống lại người sử dụng ma thuật độc hại thường không thể phân biệt bởi chính bản thân của những phù thủy.
Hiện cũng đã tồn tại trong niềm tin khái niệm phổ biến về phù thủy trắng và thuật phù thủy đen, đó là tốt bụng. Nhiều phù thủy neopagan xác định mạnh mẽ với khái niệm này, và tuyên xưng mã đạo đức khiến họ không thể sử dụng phép thuật trên người khác không có sự cho phép của họ. Mà niềm tin vào thực hành ma thuật xấu xa tồn tại, các phù thủy như vậy thường bị cấm bởi pháp luật cũng như thù ghét và sợ hãi bởi dân chúng, trong khi phép thuật mang đến lợi ích được thu nhập hoặc thậm chí chấp nhận bán buôn bởi người dân - thậm chí nếu việc thành lập chính thống.